# Манів Денис Романович
Манів Денис Романович (нар. 8 липня 1981, Чорноморськ — пом.16 вересня 2015, Чорноморськ) — український правник та політик, з 6 березня 2015 голова контрольно-дисциплінарного комітету Федерації футболу України, був віце-президентом Федерації футболу Одеської області з юридичних питань та віце-президентом Федерації футболу міста Чорноморська, депутат Чорноморської міської ради VI скликання. 

## Життєпис
Денис Манів народився 8 липня 1981 року в місті Чорноморську Одеської області. 

### Освіта
Навчався у загальноосвітній середній школі № 4, котру закінчив у 1998 року з відзнакою. Займався гандболом.
У 1997 році вступив до коледжу «Підприємництва та права» Одеського Національного університету ім.І.І.Мечникова, який закінчив з відзнакою у 1999 році.
У 2002 році з відзнакою закінчив Економіко-правовий факультет Одеський національний університет імені І. І. Мечникова і отримав повну вищу освіту за спеціальністю «Правознавство» та здобув кваліфікацію правник.

### Кар'єра
Трудову діяльність Денис Манів почав у 1999 року як фізична особа-підприємець, займаючись оптовою та роздрібною торгівлею пиломатеріалами. 
Після закінчення університету 2002 року, був прийнятий на посаду юрисконсульта у відділ правового забезпечення Одеської дирекції Відкритого акціонерного товариства «Укртелеком».
У 2004 році Денис Манів працював генеральним директором ТОВ «Робу Пласт Україна». З липня 2004 року до червня 2005 року перебував на посаді юрисконсульта ПП «Юридичне агентство «НОРМА».
У червні 2005 року був прийнятий на посаду юрисконсульта у ТОВ «Юридичне агентство «КРЕДО», де працював до лютого 2006 року.
Денис Манів з березня 2006 року до вересня 2006 року працював директором ТОВ «Р.Е.Д.».
З жовтня 2006 року працював директором ТОВ «Юридична фірма «Імператор», засновником якої був. З 2013 керуючий партнер ТОВ« Юридична фірма «ЛЕКСІТЕР» (екс ТОВ «Юридична фірма «Імператор»), засновником якої був, з 2014 року Денис Манів президент групи компаній «ЛЕКСІТЕР».
6 березня 2015, на Позачерговому Конгресі ФФУ Денис Манів був призначений очільником контрольно-дисциплінарного комітету Федерації футболу України.

### Політична діяльність
На місцевих виборах, Денис Манів 2 грудня 2010 року був обраний депутатом Чорноморської міської ради VI скликання від «Партії Регіонів», очолював комісію «з питань депутатської діяльності, законності, правопорядку та соціального захисту громадян». Вийшов з «Партії регіонів» 10 липня 2015 року, а 21 серпня 2015 очолив депутатську групу «За Іллічівськ».

### Особисте життя
Денис Манів був одружений. Дружина — Манів Олена Сергіївна, 1981 р.н., домогосподарка, доньки — Манів Єлизавета Денисівна 2003 р.н. та Манів Софія Денисівна 2010 р.н.

## Загибель
Денис Манів був знайдений дружиною вранці 16 вересня 2015 о 8:30, з вогнепальним пораненням голови.
Існуються дві версії загибелі Маніва. Одна з них — загинув після необережного поводження з мисливською зброєю.
Іншою версією загибелі Маніва у правоохоронців є те, що він мав причетність до земельного бізнесу у своєму регіоні, а також активно займався виборами мера міста Чорноморська. За даним фактом внесено відомості до Єдиного реєстру досудових розслідувань за ч.1 ст. 115 (умисне вбивство) Кримінального кодексу України.